# Alessandro Conti (cantante)
Alessandro Conti (Sassuolo, 8 agosto 1980) è un cantante italiano.
Abile tatuatore e disegnatore, egli è inoltre l'autore delle copertine ufficiali degli album dei Trick or Treat e di altri gruppi metal italiani.

## Biografia
Dopo una brillante carriera come voce e frontman del gruppo metal italiano Trick or Treat iniziata nel 2002, Conti entra a far parte nel 2011 dei Luca Turilli's Rhapsody, progetto musicale dell'ex chitarrista dei Rhapsody Luca Turilli, seppur non abbandonando il primo gruppo ma prestando la propria voce ad entrambi. Il 30 marzo 2012 viene rivelato che Conti è il cantante dei Luca Turilli's Rhapsody, fatto tenuto nascosto nei primi mesi di vita della band per volere dello stesso Turilli. Durante la sua carriera Conti fece anche parte dei gruppi italiani di progressive metal Empty Tremor e Opera. Conti è stato inoltre votato come miglior cantante del 2012 dai lettori di Rock Hard Italy. Nel 2018 realizza con l'ex cantante dei Rhapsody of Fire Fabio Lione l'album Lione/Conti.
Il 14 ottobre 2018 viene reso ufficiale il suo ingresso nei Twilight Force come nuovo cantante della band.

## Inhuman anatomy
Conti è anche noto per essere l'autore di una serie di tavole illustrate da lui battezzata Inhuman anatomy e pubblicata su deviantART. Le opere presentano come alcuni personaggi di videogiochi, fumetti o serie animate apparirebbero se fossero i soggetti di una tavola anatomica.

## Discografia

### Con i Trick or Treat
- 2003 - Italian Halloweeen Tribute (Album dal vivo)
- 2005 - Like Donald Duck (Demo)
- 2006 - Evil Needs Candy Too
- 2009 - Paper Dragon (Singolo)
- 2009 - Tin Soldiers
- 2009 - Evil Needs Christmas Too (Singolo)
- 2010 - David Gnomo (Singolo)
- 2011 - Heavy Metal Bunga Bunga (Singolo)
- 2012 - False Paradise (Singolo)
- 2012 - Rabbits' Hill pt. 1
- 2014 - Let It Go (Singolo)
- 2016 - Rabbits' Hill pt. 2
- 2017 - Pegasus Fantasy (Singolo)
- 2018 - Re-Animated
- 2018 - Evil Needs Christmas Too (Singolo)
- 2019 - Aries: Stardust Revolution (Singolo)
- 2019 - Taurus: Great Horn (Singolo)
- 2019 - Gemini: Another Dimension (Singolo)
- 2019 - Cancer: Underworld Wave (Singolo)
- 2019 - Leo: Lightning Plasma (Singolo)
- 2019 - Virgo: Tenbu Horin (Singolo)
- 2019 - Libra: One Hundred Dragons Force (Singolo)
- 2019 - Scorpio: Scarlet Needle (Singolo)
- 2019 - Sagittarius: Golden Arrow (Singolo)
- 2019 - Capricorn: Excalibur (Singolo)
- 2020 - Aquarius: Diamond Dust (Singolo)
- 2020 - Pisces: Bloody Rose (Singolo)
- 2020 - The Legend Of The XII Saints
- 2021 - The Unlocked Songs
- 2022 - Creepy Symphony (Singolo)
- 2022 - Escape From Reality (Singolo)
- 2022 - Creepy Symphonies
- 2022 - Crazy (Singolo)
- 2023 - A Creepy Night Live (Album dal vivo)
- 2023 - When the Nights Fade Out (Santa's in Trouble) (Singolo)
- 2025 - Ghosted (Singolo)
- 2025 - Bloodmoon (Singolo)
- 2025 - Dance with the Dancing Clown (Singolo)
- 2025 - Ghosted

### Con i Luca Turilli's Rhapsody
- 2012 - Dark Fate of Atlantis (Singolo)
- 2012 - Ascending to Infinity
- 2015 - Rosenkreuz (The Rose and the Cross) (Singolo)
- 2015 - Prometheus (Singolo)
- 2015 - Prometheus - Symphonia Ignis Divinus
- 2015 - Il cigno nero (Reloaded) (Singolo)
- 2016 - Prometheus the dolby atmos experience + Cinematic And Live (Compilazione)

### Come Lione/Conti
- 2018 - Lione/Conti

### Con i Twilight Force
- 2019 - Night of Winterlight (Singolo)
- 2019 - Dawn of the Dragonstar (Singolo)
- 2019 - Dawn of the Dragonstar
- 2022 - Twilight Force (Singolo)
- 2022 - Sunlight Knight (Singolo)
- 2023 - At The Heart Of Wintervale
- 2023 - Skyknights of Aldaria (Singolo)
- 2023 - The Sapphire Dragon of Arcane Might is Back Again (Singolo)
- 2024 - Battle of Arcane Might (2024) (Singolo)

### Con i Frøggë
- 2024 - Enchanted Crystal Railroad (Singolo)
- 2024 - Lost in the Temple of Slime (Singolo)

### Apparizioni come ospite e altri lavori
- 2010: Secret Sphere - Archetype (voce del coro)
- 2011: Dumper - Rise of the Mammoth (ingegneria (voce), opera d'arte, impaginazone)
- 2011: Hell in the Club - Let the Games Begin (opera d'arte)
- 2012: Elvenking - Era (voce del coro)
- 2012: Infernal Nightmare - Picture of Madness (EP) (opera d'arte)
- 2013: Nightglow - We Rise (copertina)
- 2014: Nightglow - Orpheus (copertina)
- 2017: Elvenking - Secrets of the Magick Grimoire (voce del coro)
- 2018: Eunomia - The Chronicles of Eunomia Part I (voce ospite su "We Will Not Surrender")
- 2018: Infinita Symphonia - Liberation (voce ospite su "Be Wise or Be Fool")
- 2019: SkeleToon - They Never Say Die (voce ospite su "The Truffle Shuffle Army: Bizardly Bizarre)  (come Chunk)
- 2019: Turilli/Lione Rhapsody - Zero Gravity (Rebirth and Evolution) (voce del coro)
- 2019: Hollow Haze - Between Wild Landscapes and Deep Blue Seas (voce ospite su "Through Space and Time")
- 2019: Elvenking - Reader of the Runes - Divination (voce del coro)
- 2020: Allegiance Reign - Ei Ei O (voce ospite su "Heaps of Bodies and Streams of Blood, Fierce Battle / 屍山血河")
- 2020: Hell in the Club - Hell of Fame (cori)
- 2020: SkeleToon - Nemesis (voce ospite su "Will You Save Us All?" e "The Seven Angels (Avantasia Cover)")
- 2020: Cristiano Filippini's Flames of Heaven - The Force Within (solista, accompagnamento e voci aggiuntive su "Lightning in the Night")
- 2021: Stranger Vision - Poetica (voce ospite su "Rage")
- 2021: Marius Danielsen's Legend of Valley Doom - Marius Danielsen's Legend of Valley Doom Part 3 (come "Angel of Light")
- 2021: Nanowar of Steel - 	Italian Folk Metal (voce ospite su "La mazurka del vecchio che guarda i cantieri")
- 2022: Woods of Wonders - Lost (voce ospite su "Castle of Wisdom")
- 2023: Enigmatic Entrance - Out of Time (Singolo) (con Kristin Starkey e Tommy Portimo)
- 2023: Timo Tolkki - Renaissance Acoustica (voce ospite su nove tracce)
- 2023: Eunomia - The Chronicles of Eunomia Part II (voce ospite su "The Search") (con Jimmy Hedlund e Arnaud Ménard)
- 2023: Temperance - Hermitage - Daruma's Eyes Pt. 2 (voce ospite su "Trust No One but You" e "Cliff") (con Arjen Anthony Lucassen o Arjen Lucassen dal progetto musicale Ayreon nel ruolo del Narratore)
- 2024: Freedom Call - Silver Romance (voce del coro voci del coro attive "Symphony of Avalon")
- 2024: Seven Spires - A Fortress Called Home (voce ospite su "Songs Upon Wine-Stained Tongues" e "The Old Hurt of Being Left Behind")
- 2024: Vision Divine - Blood and Angels' Tears (voce ospite su "Chapter IX: The Broken Past")